# Dominik Kofman
Dominik Kofman (ur. 31 października 1925, zm. 4 listopada 1981) – polski dyplomata, działacz partyjny i funkcjonariusz służb specjalnych, chargé d’affaires ambasady PRL w Libanie (1981).

## Życiorys
Syn Jana. W 1945 zajął się tworzeniem komórek Polskiej Partii Robotniczej w Mławie, w kolejnym roku został sekretarzem gminy. W okresie referendum z 1946 przydzielony do grupy zbrojnej, w tym samym roku został informatorem Głównego Zarządu Informacji pod pseudonimem „Pilot”. Później do 1950 służył w Wydziale V (społeczno-politycznym, zwalczającym opozycję i Kościół) w ramach Wojewódzkiego Urzędu Bezpieczeństwa Publicznego w Łodzi. W 1950 rozpoczął studia politechniczne. W 1952 został przyjęty do pracy w Ministerstwie Spraw Zagranicznych i na kolejne pięć lat skierowany do działu prasowego ambasady PRL w Paryżu. Pomiędzy 1961 a 1966 był attaché prasowym ambasady PRL w Waszyngtonie, wkrótce później ponownie wysłany do Francji. W późniejszym okresie przeszedł na placówkę dyplomatyczną w Bejrucie jako I sekretarz ambasady, w której od 1 sierpnia 1981 do śmierci pozostawał chargé d’affaires.
Został pochowany na Cmentarzu Wojskowym na Powązkach.

## Odznaczenia
W 1955 odznaczony Srebrnym Krzyżem Zasługi.